# Стадион ФК Лисовић
 Стадион ФК Лисовић је фудбалски стадион у градској општини Барајево, на којем домаће утакмице игра ФК Лисовић.

## Опште информације
Стадион се налази у Барајеву на адреси Илије и Ивана Трифуновића 25. На њему домаће утакмице игра ФК Лисовић. Подлога на стадиону је трава, а димензија је 100х64.
Фудбалски савез Београда је 2014. године донирао стадиону Лисовић на реновирану трибину 390 жутих и плавих столица, које представљају боје клуба.